# Óscar Hernández (tenista)
Óscar Hernández Pérez es un tenista español retirado, nacido el 10 de abril de 1978 en Barcelona, España.

## Títulos (1; 0+1)

### Clasificación en torneos del Grand Slam
| Torneo             | 2010 | 2009 | 2008 | 2007 | 2006 | 2005 | 2004 | Títulos |
| ------------------ | ---- | ---- | ---- | ---- | ---- | ---- | ---- | ------- |
| Australian Open    | 1r   | 1r   | 2r   | -    | 1r   | 1r   | 1r   | 0       |
| Roland Garros      | 1r   | 1r   | 2r   | 3r   | 2r   | 2r   | 1r   | 0       |
| Wimbledon          | 1r   | 1r   | 1r   | 1r   | -    | 1r   | 1r   | 0       |
| US Open            |      | 1r   | 1r   | 1r   | -    | 1r   | 1r   | 0       |
| Tennis Masters Cup |      | -    | -    | -    | -    | -    | -    | 0       |

### Dobles (1)
| Leyenda                |
| Grand Slam (0)         |
| Tennis Masters Cup (0) |
| ATP Masters Series (0) |
| ATP Tour (1)           |

| N.º | Fecha                | Torneo       | Superficie    | Pareja          | Oponentes en la final                 | Resultado    |
| --- | -------------------- | ------------ | ------------- | --------------- | ------------------------------------- | ------------ |
| 1.  | 4 de febrero de 2007 | Viña del Mar | Tierra batida | Paul Capdeville | Albert Montañés Rubén Ramírez Hidalgo | 4-6 6-4 10-6 |

### Finalista en dobles (1)
- 2004: Bucarest (junto a José Acasuso pierden ante Lucas Arnold y Mariano Hood)

### Challengers (10)
| N.º | Fecha                    | Torneo        | Superficie    | Oponente en la final | Resultado      |
| --- | ------------------------ | ------------- | ------------- | -------------------- | -------------- |
| 1.  | 5 de mayo de 2003        | Birmingham    | Tierra batida | Alex Kim             | 6-2 6-1        |
| 2.  | 1 de septiembre de 2003  | Génova        | Tierra batida | Vincenzo Santopadre  | 6-2 6-2        |
| 3.  | 15 de septiembre de 2003 | Teherán       | Tierra batida | Jean-Claude Scherrer | 4-6 6-4 6-3    |
| 4.  | 4 de octubre de 2004     | Sevilla       | Tierra batida | Alexander Waske      | 7-5 3-6 6-4    |
| 5.  | 11 de octubre de 2004    | Barcelona     | Tierra batida | Santiago Ventura     | 6-3 3-6 5-1 ab |
| 6.  | 1 de noviembre de 2004   | Santiago      | Tierra batida | Nicolás Lapentti     | 7-6(4) 6-4     |
| 7.  | 13 de junio de 2005      | Braunschweig  | Tierra batida | Nicolás Lapentti     | 6-3 6-3        |
| 8.  | 5 de febrero de 2007     | Florianópolis | Tierra batida | Mariano Zabaleta     | 7-5 7-6(6)     |
| 9.  | 18 de junio de 2007      | Braunschweig  | Tierra batida | Florian Mayer        | 6-2 1-6 6-1    |
| 10. | 29 de junio de 2009      | Braunschweig  | Tierra batida | Teimuraz Gabashvili  | 6-1 3-6 6-4    |

### Títulos no ATP
- Listado de títulos en torneos y exhibiciones no pertenecientes a la ATP (Asociación de Tenistas profesionales) y por tanto no puntuables para el ranking ATP.

#### Finalista (1)
| N.º | Año  | Torneo                                  | Oponente en la final | Resultado |
| 1.  | 2008 | Trofeo Internacional Ciudad de Albacete | Albert Montañés      | 4-6, 3-6  |